# Biblioteca Central da UFRGS
A Biblioteca Central é um dos órgãos suplementares da Universidade Federal do Rio Grande do Sul, localizada no interior do prédio da reitoria da instituição, à qual está vinculada diretamente. Criada através da Portaria nº 1516, de 13 de dezembro de 1971, é responsável pela supervisionamento do conjunto de bibliotecas da Universidade.

## História
Antes de sua criação, a UFRGS contava com o Serviço Central de Informações Bibliográficas (SCIB), fruto de um convênio, assinado em 1959, entre a instituição e o Conselho Nacional de Pesquisas (CNPq), mediante o Instituto Brasileiro de Bibliografia e Documentação (IBBD). Com a extinção do SCIB, em 1962, fundou-se o Serviço de Bibliografia e Documentação (SBD), o qual tinha mais incumbências do que seu antecessor. Finalmente, em 1970, o estatuto e o regime geral da Universidade foram aprovados, prevendo a organização e a implantação de uma Biblioteca Central por uma comissão.